# Travelogue (Kashmir)
Travelogue è il primo album in studio del gruppo rock danese Kashmir, pubblicato nel 1994.

## Tracce
1. The Story of Jamie Fame Flame – 3:23
2. Art of Me – 4:48
3. Rose – 5:01
4. Leather Crane – 5:30
5. Don't Look Back It's Probably Hypochondriac Jack Having a Heart Attack – 3:36
6. Youth – 4:14
7. Little Old Birdy Funk Thing – 4:49
8. Yellow – 3:38
9. Christians Dive – 4:08
10. Vicious Passion – 4:15